# Naissance en 1019
Naissance
- 1015
- 1016
- 1017
- 1018
- 1019
- 1020
- 1021
- 1022
- 1023

Cette page dresse une liste de personnalités nées au cours de l'année 1019 :
- 29 décembre :  Munjong (Goryeo), 11e Roi de Goryeo (Corée).

- Abe no Sadato, samouraï du clan Abe de l'époque de Heian.
- Dominique de la Chaussée, saint espagnol.
- Gundekar II, évêque d'Eischtätt.
- Lý Thường Kiệt, eunuque et général vietnamien de la dynastie Lý au Viêt Nam.
- Sima Guang, historien et érudit chinois ainsi qu'un homme d'État de la dynastie Song.
- Śrīpati (en), astronome et mathématicien indien.
- Wang Gui (en), ministre de la dynastie Song.
- Wen Tong, Peintre chinois.
- Zeng Gong, érudit et un historien de la dynastie Song en Chine et l'un des défenseurs du Mouvement de la nouvelle prose classique